# Kita (Japão)
Kita (japonês: 北区; -ku) é uma região especial da Metrópole de Tóquio, no Japão. Kita (北) significa norte em japonês.
Em 2003, a região tinha uma população estimada em 327,086 habitantes e uma densidade populacional de 15,885.67 h/km². Tem uma área total de 20.59 km².
Kita foi fundada a 15 de março de 1947.